# Alto da Boa Vista
Alto da Boa Vista è un quartiere (bairro) della Zona Nord della città di Rio de Janeiro in Brasile.

## Amministrazione
Alto da Boa Vista fu istituito come bairro a sé stante il 23 luglio 1981 come parte della Regione Amministrativa VIII - Tijuca del municipio di Rio de Janeiro.